# Erik Grafström (militär)

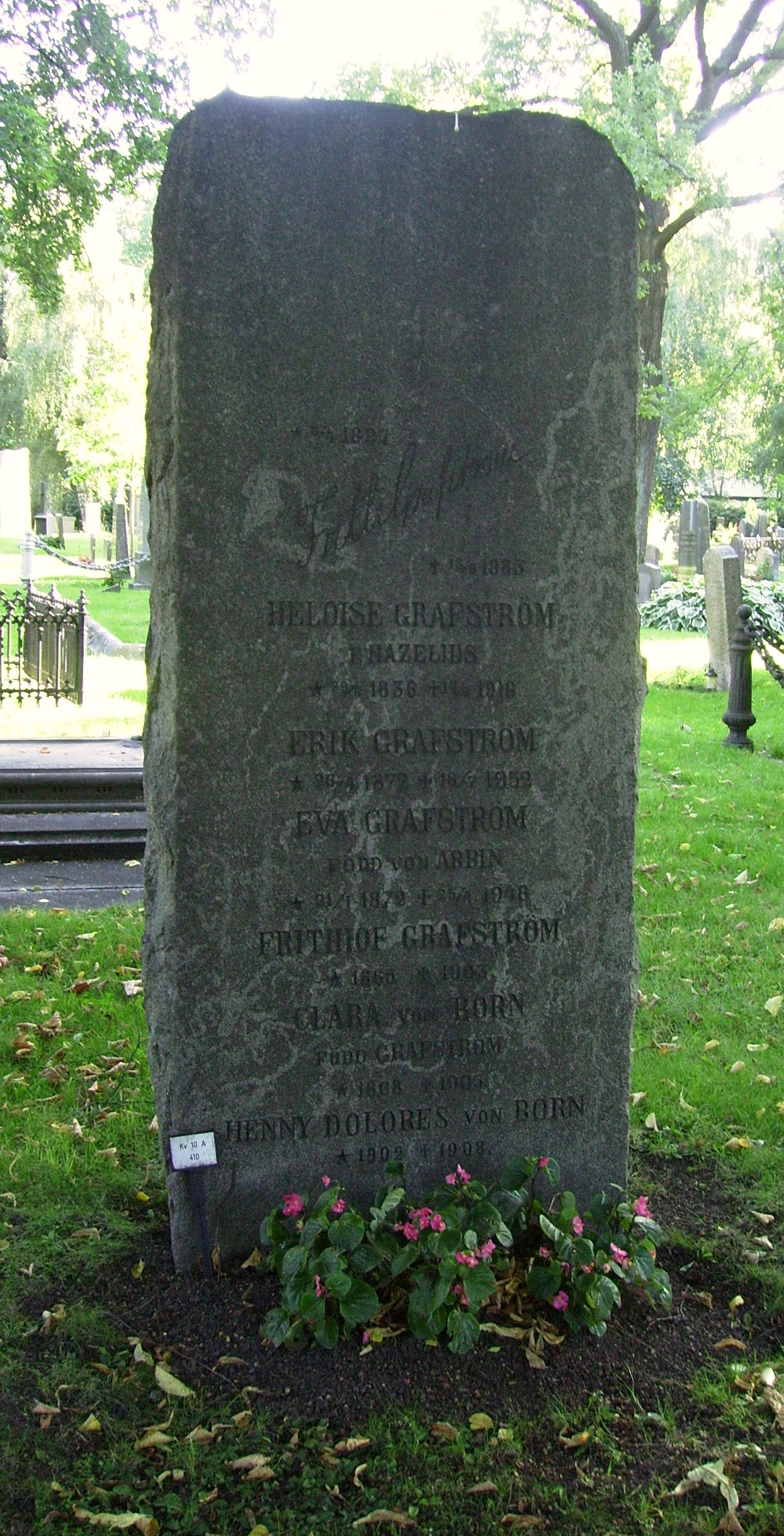
Erik Grafströms gravvård på Norra begravningsplatsen i Solna kommun.

Erik Frans Michaël Grafström, född 26 april 1872 i Stockholm, död 18 juli 1952 i Falun, var en svensk militär samt pronazistisk och högerextrem politiker. Han översatte många äventyrsböcker för ungdom från tyska.

## Biografi
Grafström blev underlöjtnant vid Jönköpings regemente 1892, löjtnant 1894, genomgick krigshögskolan 1896–1898 och tjänstgjorde där 1899–1901, och vid generalstaben 1 mars 1906–1908.
I sin tjänst som arméofficer hade Grafström utbildat sig till specialist på modern kulsprutetjänst, och 1911 fick han för vidare studier inträda i ett tyrolerregemente i österrikisk-ungerska armén. Han fick uppleva strapatsrika alpmanövrer men även ett mer lättsamt officersliv särskilt i Ungern, vilket tilltalade honom.
1915 blev han major vid Norrbottens regemente I 19. I denna befattning förde han befäl över den militära styrka, på isbrytaren Simson (två kompanier infanteri, ett kulsprutekompani samt några sjukvårdare), som den 31 maj 1917 slog ner det så kallade Seskarö-upproret. Kort innan hade militär fått ge vika vid en arbetardemonstration. Genom läsande av upprorslagen gjorde Grafström slut på »republiken Seskarö» och återtog de vapen som berövats militären.
1918 erhöll avsked för att delta i finska inbördeskriget, där han var stabschef i Karl Wilkmans häravdelning. Efter erövringen av staden Tammerfors, där han deltog med utmärkelse som stridsgruppschef, så blev han befälhavare. Han var också chef för västra arméstaben.
Samma år (1918) återinträdde han i svensk tjänst som major vid Södra skånska infanteriregentet. 1924 blev han överste och chef för Norrbottens regemente. Musikdirektören vid samma regemente Oscar Johnsson komponerade två verk som tillägnades Grafström:
- Överste E Grafström (1926)
- Svensk militärmarsch (Marche militaire suedoise)

1928 blev han överste och chef för Kronobergs regemente, innan han 1932 erhöll avsked.
Grafström uttryckte stark kritik av den svenska försvarspolitiken och bildade en "fri högergrupp" i Sydsverige som kom att verka i liknande former som den Munckska kåren i Stockholm, med lämnande av upplysningar till polismakt och arbetsgivare om förmodade samhällsfarliga element. Han var aktiv i Sveriges Nationella Ungdomsförbund (SNU) och tog i juni 1933 initiativ till en nationell konferens i Stockholm med representanter från bland annat Nationalsocialistiska Förbundet, Riksförbundet Det nya Sverige, Kyrkliga Folkpartiet och Marsklubben.
Vid utbrottet av andra världskriget blev han dock åter inkallad i militärtjänst som försvarsområdesbefälhavare i Ystad i september 1939, i Älmhult i september 1940 och i Kalmar 1941–1942.
Grafström översatte ett antal äventyrsböcker för ungdomar från tyska till svenska, bland annat av författarna Karl May och Friedrich Wilhelm Philipp Oertel(de).

### Familj
Han var gift med Eva von Arbin (1872–1948) och son till ordensbiskopen Frithiof Grafström. Hans grav återfinns på Norra begravningsplatsen.

### Egna skrifter
- Grafström, Erik (1907). Några ord om våra troféer. Stockholm. Libris 2805035
- Grafström, Erik (1927). Västarméns operationer.. Helsingfors. Libris 2669090
- Grafström, Erik (1949). Frans Michael Franzén: några genealogiska uppgifter om hans släkt. Höör. Libris 2671935

### Översättningar
- Reid, Mayne; Hjelm Axel, Grafström Erik, Mensch Gerhard (1915). Lejonjägaren Kongo. Holmquists bokförlags ungdomsböcker. Stockholm: Holmquist. Libris 1638522
- Meister, Wilhelm; Grafström Erik (1916). I piraternas kölvatten. B. Wahlströms ungdomsböcker, 99-0117885-1 ; 9. Stockholm: B. Wahlström. Libris 1660267
- May, Karl; Grafström Erik (1917). Björnjägarens son: berättelse från vilda västern. B. Wahlströms ungdomsböcker, 99-0117885-1 ; 17. Stockholm: B. Wahlström. Libris 1660274
- Oertel, Friedrich Wilhelm Philipp; Grafström Erik (1920). En kongoneger. Illustrerade äventyrsböcker. Stockholm: Holmquist. boktr. Libris 1661469
- Oertel, Friedrich Wilhelm Philipp; Grafström Erik (1920). Pälsjägaren: berättelse för ungdom. Stockholm: Holmquists boktr. Libris 1661470
- May, Karl; Grafström Erik (1929). Björnjägarens son: berättelse från vilda västern. B. Wahlströms ungdomsböcker, 99-0117885-1 ; 17 (3. uppl.). Stockholm. Libris 1336904
- May, Karl; Grafström Erik (1944). Old Shatterhand och comanchindianerna: berättelse för pojkar. B. Wahlströms ungdomsböcker, 99-0117885-1 ; 2 (3. uppl.). Stockholm: B. Wahlström. Libris 1421546
- May, Karl; Grafström Erik (1955). Öknens ande. B. Wahlströms ungdomsböcker, 99-0117885-1 ; 44 (2. uppl.). Stockholm: B. Wahlström. Libris 1443276